# Zeferino José Pinto
Zeferino José Pinto (n. después de 1820 en Guimarães, m. después de 1897) fue un artista entallador portugués y grabador. Su obra más conocida y célebre es una mesa que está presente en el Palacio de la Bolsa de Oporto.

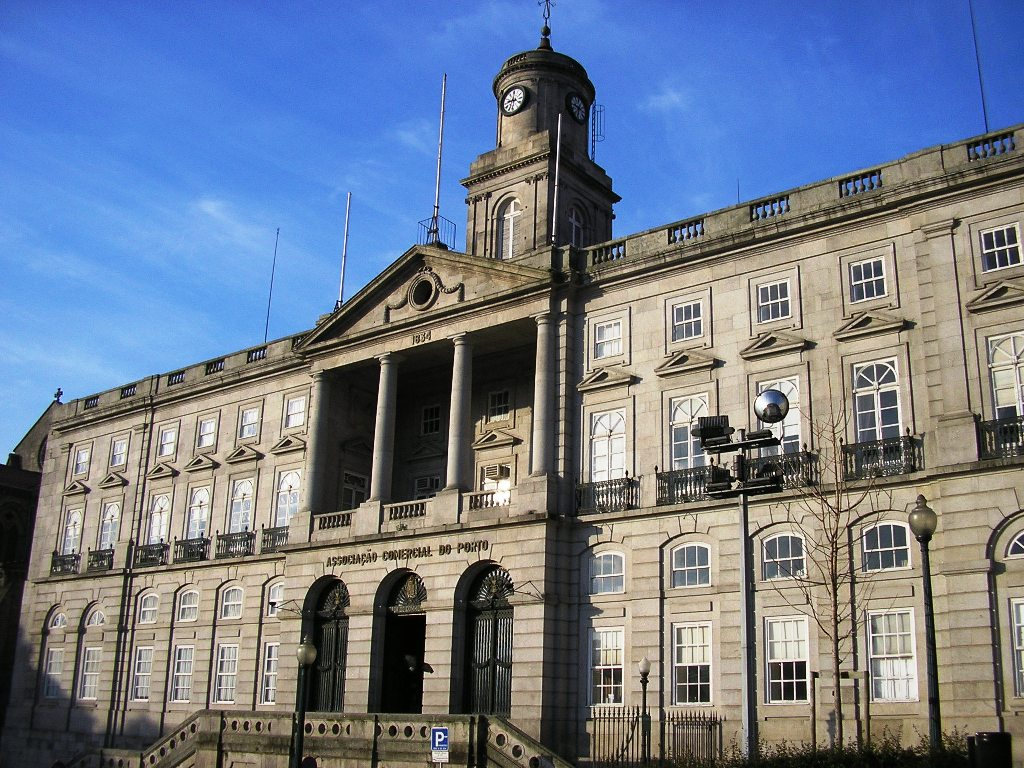
Palacio de la Bolsa de Oporto

## Datos biográficos
Hay pequeños referencias de Pinto en varias publicaciones y reevistas del siglo XIX. Hasta el momento no han aparecido los datos de nacimiento y muerte. Pudo haber nacido después de 1820 en Guimarães y posteriormente se habría trasladado a Oporto, donde parece haber residido la mayor parte del tiempo. Algunos datos descubiertos hasta el momento:
En 1842 un Zeferino José Pinto ganó un premio de la universidad. ·
En 1865 presentó "un medallón de escayola para el techo de una habitación" en la Exposición Internacional de Oporto (en portugués: Exposição Internacional do Porto).
En 1867 , en la Exposición Universal de París, fue galardonado con una mención de honor por una "obra de tallador de madera".
En 1884 fue elegido miembro de la comisión ejecutiva de la exposición de carpintería y artes correlativas.

## La mesa del Palacio de la Bolsa
Su trabajo más conocido se encuentra en el Salón de los Retratos del Palacio de la Bolsa en Oporto. La realización de esta mesa le llevó tres años de trabajo, produciendo un "ejemplar altamente calificado en todas las exposiciones internacionales a las que concurrió".·